# GNU Guile
 (décembre 2023).
Guile (GNU Ubiquitous Intelligent Language for Extensions) est un interpréteur du langage de programmation Scheme développé dans le cadre du projet GNU pour servir de langage d'extension officiel au système d'exploitation GNU.
Guile est utilisé dans un certain nombre de programmes liés au projet GNU, ainsi qu'en dehors. 

## Historique
En 1994, Richard Stallman exposa ses idées sur la conception d'un langage d'extension pour le projet GNU. Une des idées principales était que les utilisateurs devaient avoir le choix du langage de programmation. Le langage principal envisagé était une variante de Scheme, mais d'autres langages pouvaient être supportés par l'intermédiaire de traducteurs.
Tom Lord commença à travailler immédiatement sur le projet. En 1995, deux premières versions de travail furent mises à disposition. La société Cygnus Support ajouta de nombreuses fonctionnalités et sortit ses propres versions Cygnus Guile r0.3 et r0.4. La première version officielle du projet GNU sortit en 1997.
Le projet est notamment maintenu par Andy Wingo.

## Caractéristiques techniques
Guile peut être utilisé comme un interpréteur Scheme classique. Mais il a été conçu dès le début pour être intégré comme langage d'extension dans les programmes écrits en langage C.
Guile supporte de nombreuses extensions au langage Scheme, ainsi que différents modules systèmes, la programmation réseau et le multithreading.
Il fonctionne soit comme un interpréteur, soit comme un compilateur Scheme pour bytecode sur machine virtuelle.

### Infrastructure de compilation et Machine virtuelle
Guile 2.0 compile du code scheme en bytecode, lequel est ensuite interprété par une machine virtuelle. Cela donne une amélioration notable des performances par rapport aux anciennes versions de Guile.
Le code source est compilé automatiquement par défaut une fois trouvé, et ce sans intervention manuelle. La commande de compilation guile-tools fournit cependant une interface en ligne de commande, avec en plus des procédures Scheme pour gérer le compilateur.
Outre Scheme, le compilateur est livré avec un frontal pour les langages ECMAScript et Emacs Lisp.

### REPL et Débogueur
Un nouveau REPL (en) est disponible depuis la version 2.0 avec des caractéristiques simplifiant ce type de programmation interactive. Le REPL est par ailleurs fourni avec des possibilités de déboguage.

### Historique des versions
| Version | Date de sortie  | Principaux changements |
| ------- | --------------- | --- |
| 2.0.3   | 22 octobre 2011 | - Nouveau module (client web synchrone), optimisation avec un nouvel évaluateur partiel pour programmes scheme appelé peval. |
| 2.0.2   | 2 juillet 2011  | - Version de maintenance (expression while, compilateur plus rapide, gain en performance de la machine virtuelle, etc) |
| 2.0.1   | 27 avril 2011   | - Version de maintenance (REPL, unicode du standard R6RS, etc) |
| 2.0.0   | 16 février 2011 | - Ajout d'un compilateur et d'une machine virtuelle. - Support de l'Unicode. - Migration vers le ramasse-miettes de Boehm-Demers-Weiser. - Support SXML et outils pour le traitement XML. - Support partiel du standard Scheme R6RS. - Module web, support URI et traitement Http. |

## Projet GNU
Guile est le langage d'extension officiel du projet GNU. Tom Tromey, mainteneur du projet GNU Debugger, annonce cependant son retrait de GDB le 8 octobre 2010, lui préférant Python comme seul et unique langage d'extension.

## Scénarios d'utilisation
Utiliser Guile dans une application permet aux programmeurs d'écrire des plugins et aux utilisateurs d'avoir une application correspondant mieux à leurs besoins.
Guile peut en effet s'intégrer dans des logiciels tiers sous la forme d'une bibliotheque logicielle dont l'interface leur confère les fonctionnalités du langage Scheme et des modules associés. Guile est ainsi utilisé comme un langage d'extensions dans de nombreuses  applications, parmi lesquelles Gimp[réf. nécessaire], Anubis, GnuCash,  LilyPond, MDK, Robots, Serveez, TeXmacs ou Scwm
Des hackers du projet GNU Guile travaillent par ailleurs, depuis 2010, dans la migration totale de GNU Emacs vers Guile, l’Emacs Lisp étant désormais implémenté par Guile.

## Compléments

### GNU Guile-Ncurses
Guile-Ncurses est une implémentation Ncurses permettant la création d’interfaces textuelles en langage Scheme/Guile. Elle confère à l’interpréteur Scheme de GNU Guile la capacité d’interagir à l’entrée de caractères dans des environnements en mode texte, indépendamment du terminal. C’est un paquetage des bibliothèques Ncurses sous-jacentes. Ce projet dont la première version stable remonte à 2010 est toujours maintenu par le dénommé Mike Gran, son créateur.

### Autres projets liés
Il existe de nombreux projets périphériques indépendants du projet GNU, mais dédiés à GNU Guile sous la forme de modules, parmi lesquels:
- Guile-PG[10],[11], une collection de modules pour Guile permettant l'accès à des bases de données PostgreSQL à partir de programmes écrits en Scheme.
- Guile-WWW[12], une collection de modules Scheme pour effectuer des requêtes URL côté client, la configuration de l'écoute des sockets INET et UNIX, l'analyse des requêtes HTTP, la recherche de contenus définis par le standard MIME, le traitement des cookies, l'empaquetage des en-têtes des réponses HTTP, l'historique côté serveur.
- G-Wrap[13], une bibliothèque et un outil de génération de fonctions wrapper fournissant à Guile un binding de langage.
- Guile-SDL[14], modules fournissant des « bindings » pour SDL permettant aux développeurs Guile d'en exploiter ses possibilités.
- Mixp[15],[16], une collection de modules pour Guile permettant l'utilisation de la bibliothèque expat (en) de James Clark à partir de programmes écrits en Scheme.